# Maligo jezik
Maligo jezik (ISO 639-3: mwj), jezik kojsanske porodice kojim govori 2 230 ljudi u Angoli (2000). Jezično i etnički maligo-govornici pripadaju sjevernoj skupini kojima se klasificiraju ǃKung, ǃO Kung (ǃOǃkung) (Angola) i Auen (ǂKx’auǁ’ein) Bušmani.

## Vanjske poveznice
- Ethnologue (14th)
- Ethnologue (15th)